# コシウ陶器
コシウ陶器（コシウとうき、ウクライナ語: Косівська мальована кераміка、英語: Kosiv painted ceramics）は、ウクライナのフツル人による伝統的な手工芸であり、ウクライナの陶芸の一種である。食器類、子供のおもちゃ、土産物、ストーブ用タイル、装飾タイルなどの陶器製品で知られ、複雑な製造技術と独特な図柄が特徴である。伝統的には、ピスティン村で作られる陶器もコシウ陶器に含まれる。2019年12月12日、コシウ陶器は無形文化遺産の代表リストに登録された。

## 概要
コシウ陶器は、イヴァーノ＝フランキーウシク州のコシウを拠点とするフツル人の装飾陶芸で、独特の三色パレット（黄、緑、褐色）と民俗的な図柄が特徴である。「コシウ」は日本語での表記揺れで、一般に「コシウ陶器」とも呼ばれる。フツル人の生活、自然、宗教を反映したデザインは、ウクライナの文化的多様性を象徴する。

## 歴史
コシウ周辺は粘土が豊富で、古代から陶芸が発展してきた。フツル人の陶芸は15世紀に始まり、18世紀までピスティン村が主要な生産地であった。19世紀以降、コシウが陶芸の中心となり、黄、緑、褐色の三色パレットとフツル人の生活を反映した図柄で知られるようになった。
18世紀末から19世紀初頭にかけて、装飾的かつ機能的な陶器（燭台、タイルなど）が発展。コシウのタイルストーブはフツル地方だけでなく、ルーマニアやハンガリーでも販売された。最古のコシウのタイルは、ブカレストやウィーンの博物館に収蔵されている。1959年、コシウ応用美術学校（現：KDIPDM LNAM）に芸術陶芸科が開設され、伝統技術の継承が強化された。

## 製造技術
コシウ陶器は、地元の暗灰色粘土を使用し、以下の工程で製作される：
- 成形：ろくろで成形し、暗灰色の粘土が赤みを帯びる。
- 白土塗布：乾燥後、白色粘土（白土）で表面を覆う。
- 刻線：金属棒（ピサチョク）で図柄を刻み、灰色の粘土を露出させて輪郭を描く。
- 初回焼成：窯で焼き、硬化させる。
- 彩色：金属酸化物を使い、伝統的な緑、黄、褐色（まれに青）で彩色。緑の染料は焼成時に広がり、「涙」と呼ばれる水彩効果を生む。
- 釉薬と最終焼成：透明な釉薬を塗布し、再度焼成して完成。

この技術は偽造が難しく、世界的に独特である。

## 図柄と特徴
コシウ陶器は、フツル人の生活や自然を反映した図柄が特徴である。主なモチーフは以下の通り：
- 動植物：花、木、馬、鹿、熊、鳥など。
- 人物：猟師、戦士、郵便配達員、音楽家など。
- 宗教：聖ユーリ、聖ニコラス、教会、聖書の場面。
- 生活場面：農作業、祭事、結婚式などの民俗的情景。

三色パレット（黄＝太陽、緑＝カルパチア山脈、褐色＝大地）はフツル人の自然観を象徴する。ピスティンの陶器は素朴な民俗的図柄や三角形のモチーフが特徴で、コシウの洗練されたデザインと対比される。

## 文化的意義
コシウ陶器は、フツル人のアイデンティティとウクライナの文化的多様性を象徴する。実用的かつ芸術的価値を持ち、日常生活や宗教行事で使用される。コシウ地区では、「ルディネ」や「マロヴァニ・ヅバニク」などの民族フェスティバル、国際ワークショップが伝統の普及に貢献している。
2012年以降、書籍や展示会（例：2015年アテネでの展示）を通じて国際的な認知度が高まり、パウリナ・ツヴィリクやナディア・ヴェルビツカら職人が伝統を継承している。

## 無形文化遺産
コシウの彩色陶器は、以下の経緯で無形文化遺産として登録された：
- 2012年：ウクライナの全国無形文化遺産リストに登録[10]。
- 2019年12月12日：ユネスコ第14回政府間委員会（コロンビア、ボゴタ）で無形文化遺産代表リストに登録[2][3]。

登録により、陶芸技術への関心が高まり、国内外の職人間の交流が促進されている。

## ギャラリー

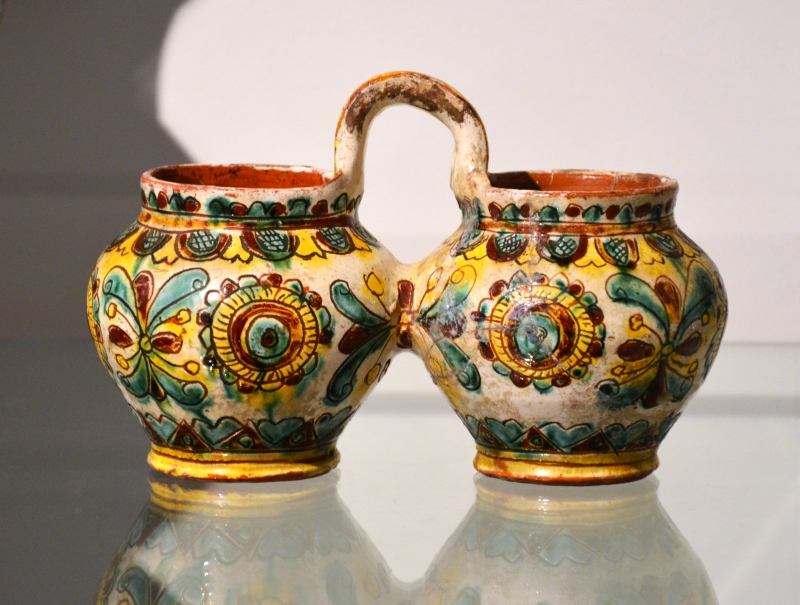
19世紀のコシウ陶器（サノク市立博物館）
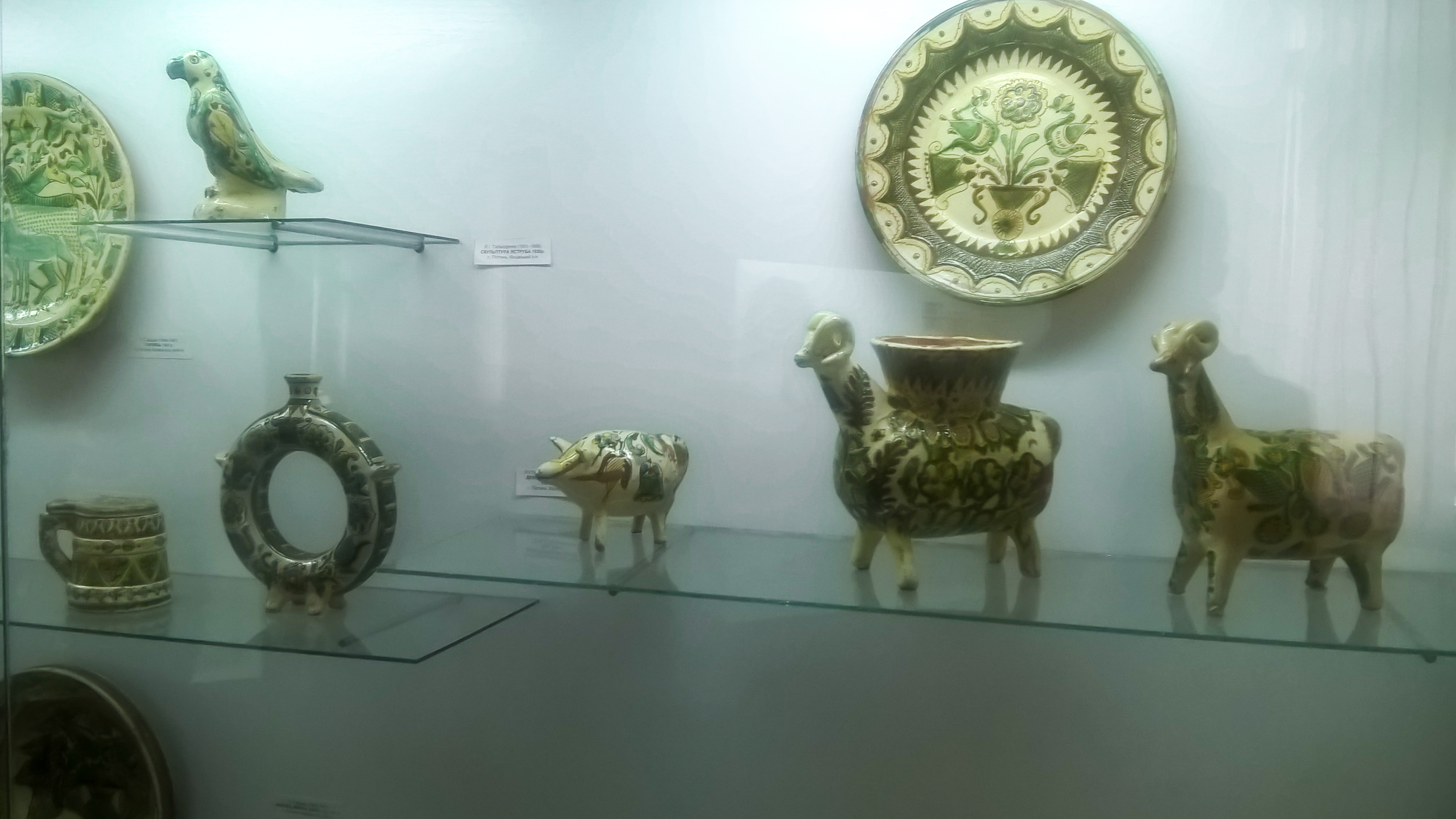
1897-1902年のコシウ陶器